# Dysmicoccus formicicola
Dysmicoccus formicicola är en insektsart som först beskrevs av William Miles Maskell 1892.  Dysmicoccus formicicola ingår i släktet Dysmicoccus och familjen ullsköldlöss. Inga underarter finns listade i Catalogue of Life.